# Canyon Lake (Califórnia)
Canyon Lake é uma cidade localizada no estado americano da Califórnia, no Condado de Riverside. Foi incorporada em 1 de dezembro de 1990.

## Geografia
De acordo com o United States Census Bureau, a cidade tem uma área de 12,1 km², onde 10,2 km² estão cobertos por terra e 1,9 km² por água.

### Localidades na vizinhança
O diagrama seguinte representa as localidades num raio de 16 km ao redor de Canyon Lake.

## Demografia
Segundo o censo nacional de 2010, a sua população é de 10 561 habitantes e sua densidade populacional é de 1 037,56 hab/km². Possui 4 532 residências, que resulta em uma densidade de 445,25 residências/km².